# Golur, Nanjangud
Golur là một làng thuộc tehsil Nanjangud, huyện Mysore, bang Karnataka, Ấn Độ.